# Llista de diputats de la delegació grega al Parlament Europeu
Aquesta és una llista dels 24 diputats que representaren Grècia al Parlament Europeu entre l'1 de gener del 1981 i les primeres eleccions directes, celebrades l'octubre d'aquell mateix any.

## Llista
| Nom                      | Partit nacional                  | Grup del PE |
| ------------------------ | -------------------------------- | ----------- |
| Leonidas Burniàs         | Nova Democràcia                  | NI          |
| Georgios Dalakuras       | Nova Democràcia                  | NI          |
| Ioannis Dimópulos        | Nova Democràcia                  | NI          |
| Asimakis Fotilas         | Moviment Socialista              | SOC         |
| Dimítrios Frangos        | Nova Democràcia                  | NI          |
| Andónios Georgiadis      | Moviment Socialista              | SOC         |
| Konstandinos Góndikas    | Nova Democràcia                  | NI          |
| Ioannis Katsafados       | Nova Democràcia                  | NI          |
| Ioannis Kharalambópulos  | Moviment Socialista              | SOC         |
| Giannis Kutsokheras      | Moviment Socialista              | SOC         |
| Konstandinos Lulés       | Partit Comunista (Interior)      | COM         |
| Spirídon Markozanis      | Nova Democràcia                  | NI          |
| Konstandinos Nikolau     | Moviment Socialista              | SOC         |
| Evstràtios Papaefstratiu | Nova Democràcia                  | NI          |
| Anastàsios Peponís       | Moviment Socialista              | SOC         |
| Ioannis Pesmazoglu       | Partit del Socialisme Democràtic | NI          |
| Spirídon Plaskovitis     | Moviment Socialista              | SOC         |
| Evànguelos Susurogiannis | Nova Democràcia                  | NI          |
| Mikhaïl Vardakas         | Nova Democràcia                  | NI          |
| Themistoklís Vizas       | Nova Democràcia                  | NI          |
| Dimítrios Vlakhópulos    | Nova Democràcia                  | NI          |
| Georgios Vogiatzís       | Nova Democràcia                  | NI          |
| Nikos Zardinidis         | Nova Democràcia                  | NI          |
| Ioannis Zigdis           | Unió del Centre Democràtic       | NI          |